# Dalian Greenland Center
El Dalian Greenland Center o Greenland Center es un rascacielos con la construcción parada, que se localiza en la ciudad de Dalian, China. Mide 518 m de altura y tiene 88 plantas. Si se llegara a construir, se convertiría en el rascacielos más alto de Dalian y el 7º más alto de China. Se localiza cerca del nuevo estadio de Dalian, en el complejo Greenland Center. El Dalian Greenland Center posee 37 ascensores con una velocidad de 9 m/s. Tiene 88 plantas superiores y 4 inferiores. El rascacielos tiene un área total de 247 000 m², y también un observatorio a los 406,5 m.